# Vĩnh Phong, Vĩnh Bảo
Vĩnh Phong là một xã thuộc huyện Vĩnh Bảo, thành phố Hải Phòng, Việt Nam.
Xã Vĩnh Phong có diện tích 4.08 km², dân số năm 1999 là 3789 người, mật độ dân số đạt 929 người/km².